# Woda barytowa
Woda barytowa – zwyczajowa nazwa nasyconego wodnego roztworu wodorotlenku baru, Ba(OH)2. Ma właściwości silnie zasadowe, stosowana jest jako odczynnik w analizie chemicznej.
Pod wpływem dwutlenku węgla mętnieje w wyniku utworzenia nierozpuszczalnego osadu węglanu baru, BaCO3. W reakcji z SO3 tworzy nierozpuszczalny siarczan baru, BaSO4.